# Meguri
Meguri (めぐり 4 tháng 5 năm 1989 –) là một thần tượng áo tắm, nữ diễn viên điện ảnh và nữ diễn viên khiêu dâm người Nhật Bản.
Cô sinh ra tại Tokyo. Tên cũ của cô là Fujiura Megu (藤浦 めぐ). Tên hiện tại của cô đã được sử dụng từ năm 2011.

## Sự nghiệp
Từ năm 2007, cô hoạt động với tư cách là thần tượng áo tắm Chaku-ero của công ti Pinky Net. Cô là thần tượng hàng đầu sử dụng tên "Quân đoàn Fuji" (藤軍団) của công ti. Số lượng đĩa DVD (Video hình ảnh) bán ra của cô cao khác thường, và trong khi một thần tượng áo tắm thông thường chỉ phát hành 1 đĩa mỗi 3 tháng ngay cả khi nổi tiếng, từ khi ra mắt cô đã liên tục phát hành đĩa hàng tháng trong hơn một năm. Điều này là khá đặc biệt trong lĩnh vực này. Ngoài ra, các sản phẩm về sau với nhiều phần hở hang hơn đã đạt doanh số kỉ lục.
1/1/2009, cô ra mắt ngành phim khiêu dâm (AV) với nhãn phim "Dream", nhãn phim thứ 5 của hãng MUTEKI, hãng phim dành riêng cho người nổi tiếng (hãng phim con của Hokuto). Trong cùng thời gian này, vào khoảng tháng 12/2008, cô đã lập trang cá nhân và blog (DMM Blog) trên trang DMM Adult (sau là DMM.R18). Ngoài ra, cô đã chuyển công ti chủ quản sang POPSTAR Group. Sau đó, cô đã trở thành nữ diễn viên khiêu dâm độc quyền của hãng S1 (S1 NO.1 STYLE, cũng là một hãng phim con của Hokuto) và là thành biên của nhóm thần tượng Ebisu Muscats (tháng 11/2008 - tháng 3/2010).
Năm 2010, cô tham gia thành lập nhóm thần tượng nữ diễn viên khiêu dâm BRW108. Vào tháng 9, cô thông báo trên trang blog chính thức rằng cô sẽ nghỉ một thời gian, và cô đã thông báo nghỉ việc trên blog chính thức vào tháng 12 cùng năm. Mặc dù thế, chính cô vẫn tiếp tục đăng bài trên Twitter.
Năm 2011, phim điện ảnh "Gangsta" mà cô đã đóng trước khi nghỉ việc đã được phát hành vào ngày 12/2, và cô đã xuất hiện trên sân khấu trong một buổi chào sân khấu vào ngày 26/2. Vào tháng 5, cô chuyển công ti chủ quản sang T-Powers và đổi tên thành Meguri. Vào tháng 7, cô trở lại ngành với tư cách là nữ diễn viên độc quyền cho nhãn phim con "SOD-ACE" của SOD Create. Trong cùng năm, cô đã tham gia thành lập nhóm thần tượng "me-me", nhóm dành cho năm nữ diễn viên khiêu dâm của công ti T-Powers (Ban đầu, tên diễn của cô được viết bằng chữ cái Latinh là "Meguri" tuy nhiên sau đó đã đổi sang viết bằng chữ hiragana là "めぐり"). Các thành viên khác của nhóm bao gồm Sakura Kokomi, Maika, Kamisaki Shiori và Naruse Kokomi. 11/2/2012, cô bắt đầu hoạt động với tư cách ca sĩ tại sự kiện "me-me Debut Live in Studio Cube 326". Ngày 13/9, cô đã thông báo trên blog sẽ tạm dừng hoạt động vì các vấn đề về hợp đồng.
Năm 2017, cô nghỉ việc nữ diễn viên khiêu dâm với phim "Nghỉ việc ～Gỡ lệnh cấm người không để lông mu～ Quan hệ chảy tràn tinh dịch không lông" (引退 ～パイパン解禁～ 無毛中出し性交) (Tameike Gorō). Trong cuộc phỏng vấn cuối cùng của cô với DMM NEWS R.18, cô đã nói rằng "Cảm ơn mọi người đã giúp tôi trở thành một nữ diễn viên khiêu dâm. Tôi rất vui. Công việc này rất thú vị! Tôi rất muốn nói "Cảm ơn" với tất cả mọi người...Điều này chắc chắn sẽ làm mọi người bật khóc, chắc chắn là thế! Tôi yêu tất cả mọi người!!" và "Ngành phim khiêu dâm là một điều rất quan trọng với tôi. Hoạt động trong ngành rất bổ ích và tôi thật sự không muốn nghỉ việc!!".
Trước đây, khi được phỏng vấn trong chương trình Chuyện đêm muộn ngày thứ hai, cô đã nói rằng khi phỏng vấn, cô đã ứng cử cho vai diễn đôi xùng một người bạn, tuy nhiên nữ diễn viên đóng vai chính phải rời đi, nên cô bỗng được chọn cho vai chính, vai cô đã đóng trong hơn 20 phim V-cinema. Phim cô cảm thấy thú vị nhất là "Con người dâm đãng dễ nhìn thấu" (透明変態人間).
Vào tháng 11/2019, cô thông báo sẽ trở lại ngành phim khiêu dâm vào tháng sau đó.

### Các hồ sơ trước đây
Trong hồ sơ ban đầu của cô khi làm cho Pinky Net, ngày sinh của cô là 2/5/1990, nơi sinh là tỉnh Ibaraki và nhóm máu là A, tuy nhiên vào tháng 5 cùng năm, nơi sinh và nhóm máu của cô được chuyển thành Tokyo và O. Đến tháng 2/2008, tên của cô trong hồ sơ trên trang Pinky Net bắt đầu được viết là "Fujimegu (Fujiura Megu) của thế giới", và vào khoảng tháng 11/2007 năm sinh của cô đã được ẩn đi.
Một hồ sơ trên Sponichi Idol Report đăng ngày 15/7/2007 đã ghi rằng cô sinh ra tại Tokyo và có nhóm náu A, tuy nhiên vào hồ sơ đăng ngày 17/11/2007, hồ sơ với các thông tin ban đầu của cô đã được đăng tải.
Trong hồ sơ trên DMM Adult vào khoảng tháng 12/2008, ngay trước khi ra mắt ngành phim khiêu dâm, ngày sinh của cô được đổi tháng 4/5/1989 trên phần đầu trang (nơi sinh được ghi là Tokyo và nhóm máu là O).

## Đời tư
Sở thích của cô là đi xe đạp một bánh và chơi bóng bàn, Trên trang chính thức của T-POWERS, cô còn được ghi là thích đi tắm suối nước nóng.